# Stenogobius macropterus
Stenogobius macropterus is een straalvinnige vissensoort uit de familie van de grondels (Gobiidae). De wetenschappelijke naam van de soort is voor het eerst geldig gepubliceerd in 1912 door Duncker.